# Jimmy Dub
Jimmy Dub este un cântăreț român. Pasiunea pentru muzică a descoperit–o la vârsta de 7 ani. A început în lumea dansului, iar după aceea a devenit DJ. În noiembrie 2010, Jimmy lansează videoclipul piesei „Monday”, care devine un succes și este difuzat la toate posturile muzicale. În vara lui 2011, lansează videoclipul melodiei „Sunglasses", alături de John Rivas.  Rezultatele nu au întârziat să apară și în august 2011, Jimmy Dub este răsplătit cu premiul pentru „Best New Artist" la Romanian Top Hits 2011.